# Sik
Huyện Sik là một huyện thuộc bang Kedah của Malaysia. Huyện Sik có dân số thời điểm năm 2010 ước tính khoảng 63865 người.